# Opharus aurigutta
Opharus aurigutta là một loài bướm đêm thuộc phân họ Arctiinae, họ Erebidae.